# Moara de vânt din Beșalma
Moară de vânt este o moară amplasată în Beșalma, Găgăuzia, Republica Moldova. Este un monument istoric și arhitectural de importanță națională inclus în Registrul monumentelor Republicii Moldova ocrotite de stat cu nr. 235 (raionul Comrat). Datează de la înc. sec. XX.